# Grève générale de 1918 en Suisse
La grève générale de 1918 (en allemand Landesstreik, « grève du pays ») est une grève qui débuta en Suisse le 12 novembre 1918.
La grève générale de 1918 représente une crise politique majeure du pays. Bien que réprimée par l'armée, certaines de ses revendications progressistes sont cependant appliquées les années suivantes.

## Prélude: novembre 1917: émeute de Zurich
Le 17 novembre 1917, quelques jours seulement après le déclenchement de la révolution d'Octobre le 26 octobre 1917 (8 novembre dans le calendrier grégorien), éclate « l'émeute de Zurich ». Une fête spontanée est organisée par des pacifistes marginaux et des cercles de la jeunesse de gauche, pour fêter la victoire des bolcheviks en Russie. Réprimée par la police, elle provoque la mort de trois manifestants et d'un policier. On en attribua l'entière responsabilité au Parti socialiste suisse et à l'Union syndicale suisse, qui n'avaient pourtant joué aucun rôle dans ces événements.

## Novembre 1918: grève générale

Occupation d'une locomotive lors de la grève générale de 1918.

Un an plus tard, à l'approche du premier anniversaire de la révolution d'Octobre, diverses personnalités font part de leur inquiétude au Conseil fédéral. Craignant une révolution qui mettrait en cause « l’existence du gouvernement et l’ordre constitutionnel et juridique », le général Ulrich Wille demande le déploiement préventif de brigades de cavalerie « non infestées par le bolchevisme ». Le Conseil hésite puis, à l'incitation du gouvernement et du milieu financier zurichois, ordonne le 6 novembre l'occupation militaire de Zurich ; le comité d'Olten, qui regroupe les forces politiques et syndicales du socialisme suisse, répond par une grève de 24 heures contre la « dictature des sabres ». Le Conseil fédéral refusant de faire marche arrière, le Comité d'Olten lance un appel à la grève générale (12-14 novembre 1918). Le mot d'ordre est suivi par quelque 250 000 ouvriers, tandis que près de 100 000 soldats sont déployés à travers le pays pour ramener l'ordre dans les centres urbains.
Le comité d'Olten présente neuf revendications :
1. Renouvellement immédiat du Conseil national selon le système de la représentation proportionnelle ;
2. Droit de vote et d'éligibilité pour les femmes ;
3. Introduction du droit au travail pour tous ;
4. Introduction de la semaine de 48 heures, dans toutes les entreprises publiques ou privées ;
5. Organisation d'une armée essentiellement populaire ;
6. Mesures visant à assurer le ravitaillement ;
7. Assurance vieillesse et survivants ;
8. Monopole de l'État sur les importations et les exportations ;
9. Paiement des dettes publiques par les possédants.

On relève une très forte participation dans les villes industrielles, mais bien plus faible en Suisse romande et au Tessin, qui sont occupés à fêter l'armistice de 1918. La participation des cheminots est déterminante car elle permet l'extension de la grève même aux régions rurales écartées. La grève se déroule dans le calme, les syndicats ayant pris des mesures préventives comme la prohibition de l'alcool. Il n'y a que peu de dérapages, comme à Granges, où trois grévistes sont tués le 14 novembre.

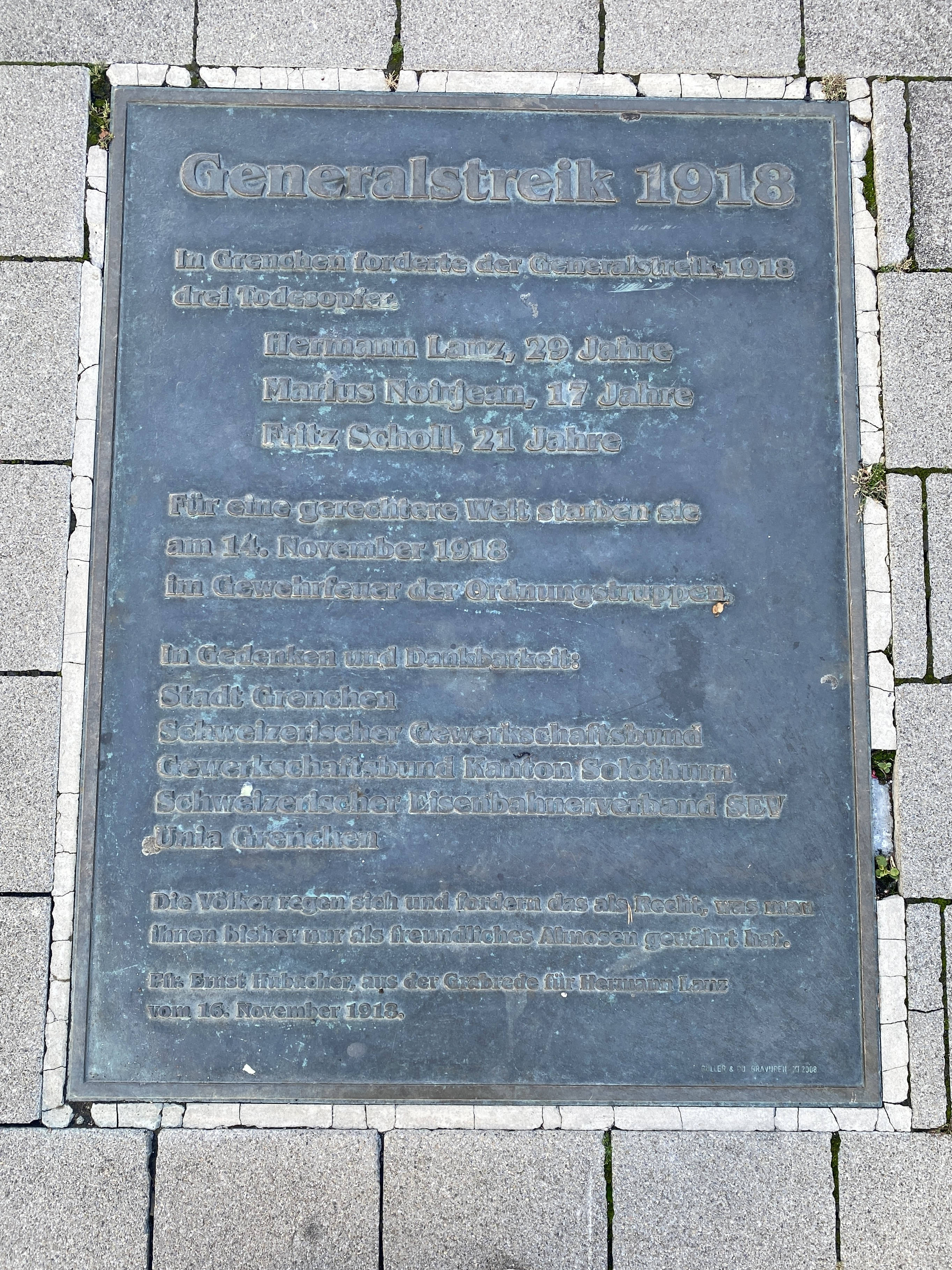
Plaque commémorative de la grève générale à Granges.

Des gardes civiques issues des milieux bourgeois s'organisent pour épauler l'armée et tenter de briser la mobilisation ouvrière, parfois avec violence.
Après trois jours, les soldats envoyés en nombre par le Conseil fédéral sont maîtres de la situation. Le comité d'Olten cède sans condition, la grève est un échec. Le vendredi 15 novembre, le travail reprend presque partout sauf à Zurich, où les ouvriers du bois et les métallurgistes ne reprennent le travail que le lundi 18 novembre 1918.

## Conséquences
Plus de 3 500 personnes sont mises en accusation par la justice militaire dont un grand nombre de cheminots, 147 personnes sont condamnées.
Certains points des revendications sont cependant appliqués :
- Le point 1 avait en fait été accepté dès le 18 octobre 1918. La première élection au système proportionnel aurait dû avoir lieu en 1920. Elle se tient en 1919.
- Le point 4, la semaine de 48 heures, est introduit en 1919.
- Quant au point 7, l'AVS, qui est accepté par le peuple en 1925, il n'entre en vigueur qu'en 1948.

Du côté des ouvriers, la grève générale est l'événement qui a effrayé la bourgeoisie. Du côté bourgeois, il s'agit du jour où la Suisse a failli « passer au bolchevisme ». Désireuse de jouer sur la peur du communisme, c’est principalement la bourgeoisie suisse qui s’est attachée à propager cette thèse au cours des années qui ont suivi 1918, avec succès. Les travaux d’historiens ont depuis démontré que les causes réelles – notamment l’impact économique de la Première Guerre mondiale sur la population suisse – n'avaient rien à voir avec un complot fomenté en Russie. 
Cela aura pour conséquence la création de milices bourgeoises et patriotiques, comme la plus importante, la Fédération patriotique suisse, en 1919. Elle aura également marqué les esprits et sera une des raisons de l'anticommunisme puissant que connaîtra la Suisse, conduisant par exemple en 1924 à la création de l’Entente internationale anticommuniste à Genève, financée par les milieux de la banque qui coordonnaient des activités anticommunistes sur tout le continent européen. 
L'historien Hans-Ulrich Jost indique que les milieux conservateurs ont longtemps détenu le monopole de la mémoire sur cet évènement, entretenant l'idée que la grève aurait pu conduire à la guerre civile ou à la dictature communiste. 
La mobilisation de l'armée en pleine épidémie de grippe espagnole a fait de nombreuses victimes au sein de la troupe. 
De cette grève, il résulte la naissance d'une certaine politique de consensus social, qui sera consacrée sous le nom de paix du travail. Mais les partis bourgeois se méfieront longtemps du parti socialiste, qui n'obtient un premier siège au Conseil fédéral qu'en 1943.

## Hommages
L'Union syndicale suisse organise à l’occasion du 50e anniversaire un congrès extraordinaire le 16 novembre 1968 à Olten. Cette rencontre réunit environ 500 personnes au restaurant historique « Olten Hammer ». Une médaille symbolique est frappée.
Divers événements ont lieu en 2018 à l’occasion du 100e anniversaire. L’événement central du centenaire a lieu le samedi 10 novembre 2018 dans les anciens ateliers principaux des CFF à Olten, organisé par l’Union syndicale suisse, le Parti socialiste suisse et la Société Robert Grimm. 
Le spectacle « 1918.ch » se déroule du 16 août au 23 septembre 2018, aussi dans les anciens ateliers à Olten, avec plus de 400 comédiens, professionnels et amateurs, et une vingtaine de troupes théâtrales de toute la Suisse. Mis sur pied par Mathieu Menghini (dramaturge et historien) et Liliana Heimberg (metteure en scène), le spectacle veut exprimer la diversité de la mémoire de la grève générale.